# Albiglutida
La albiglutida (nombres comerciales Eperzan en Europa y Tanzeum en los EE. UU.) Es un fármaco agonista del péptido 1 similar al glucagón (agonista de GLP-1) comercializado por GlaxoSmithKline (GSK) para el tratamiento de la diabetes tipo 2. A partir de 2017, no está claro si afecta el riesgo de muerte de una persona. GSK ha anunciado que tiene la intención de retirar el medicamento del mercado mundial para julio de 2018 por razones económicas.

## Usos médicos
La albiglutida se utiliza para el tratamiento de la diabetes tipo 2 en adultos. Puede usarse solo (si la terapia con metformina es ineficaz o no se tolera) o en combinación con otros medicamentos antidiabéticos, incluidas las insulinas.
Según un análisis de 2015, la albiglutida es menos eficaz que otros agonistas de GLP-1 para reducir la hemoglobina glucosilada (HbA 1c, un indicador para el control de la glucosa en sangre a largo plazo) y la pérdida de peso. También parece tener menos efectos secundarios que la mayoría de los demás fármacos de esta clase, excepto por las reacciones en el lugar de la inyección que son más frecuentes con albiglutida que, por ejemplo, con liraglutida.

## Contraindicaciones
La aprobación en los EE. UU. enumera los cánceres de células C como el carcinoma medular tiroideo y la neoplasia endocrina múltiple tipo 2 (NEM 2) como contraindicaciones porque se sabe que otros agonistas de GLP-1 causan tales cánceres en roedores. La albiglutida causa inmunogenicidad en roedores, por lo que no se pudo evaluar su riesgo de cáncer. La aprobación europea menciona la incertidumbre sobre los cánceres de células C, pero no como una contraindicación.

## Efectos secundarios
Los efectos secundarios frecuentes (en más del 10% de los pacientes) en los ensayos clínicos fueron diarrea, náuseas y, como era de esperar, hipoglucemia (niveles bajos de glucosa en sangre) y reacciones en el lugar de la inyección. Las infecciones del tracto respiratorio superior también fueron comunes, pero solo un poco más que con el placebo. Los efectos secundarios poco frecuentes pero potencialmente graves incluyeron pancreatitis aguda (en el 0,3% de los pacientes) y reacciones de hipersensibilidad (en menos del 0,1%).

## Interacciones
No se han encontrado interacciones clínicamente relevantes en estudios con varios fármacos conocidos por su potencial de interacción (simvastatina, warfarina, digoxina y anticonceptivos orales). No obstante, dado que la albiglutida ralentiza el vaciamiento gástrico, posiblemente podría aumentar la absorción de otros medicamentos si se toma al mismo tiempo.

## Farmacología

### Mecanismo de acción
La albiglutida actúa como agonista en el receptor de GLP-1, por lo que es considerada mimético de incretina. Esto provoca un aumento de la secreción de insulina, predominantemente en presencia de niveles elevados de glucosa en sangre, y también ralentiza el vaciamiento gástrico.

### Farmacocinética
Después de la inyección subcutánea, la albiglutida alcanza  la concentración sanguínea máxima después de tres a cinco días. Las concentraciones en estado estacionario se alcanzan después de tres a cinco semanas. Lo más probable es que las proteasas descompongan la sustancia en pequeños péptidos y aminoácidos. Al ser resistente a la dipeptidil peptidasa-4 (DPP-4), la enzima que descompone el GLP-1, la albiglutida tiene una vida media biológica de cinco (cuatro a siete) días, que es considerablemente más larga que los análogos más antiguos de GLP-1 exenatida y liraglutida. Esto permite una administración una vez a la semana, a diferencia de la liraglutida pero similar a la forma de liberación prolongada de exenatida.

## Química
La albiglutida es un péptido que consta de 645 aminoácidos con 17 puentes disulfuro . Los aminoácidos 1-30 y 31-60 constituyen dos copias del GLP-1 humano modificado, habiéndose intercambiado la alanina en la posición 2 por una glicina para una mejor resistencia a la DPP-4. La secuencia restante es la albúmina humana.

### Síntesis
Es sintetizada por ingeniería biológica en la levadura Saccharomyces cerevisiae usando tecnología de ADN recombinante.

## Historia
El fármaco fue inventado por Human Genome Sciences y desarrollado en colaboración con GSK.
GSK solicitó la aprobación de la FDA de los EE. UU. el 14 de enero de 2013 y la aprobación de la Agencia Europea de Medicamentos (EMA) el 7 de marzo de 2013. En marzo de 2014, GSK recibió la aprobación de la Comisión Europea para comercializar albiglutida con el nombre de Eperzan . En abril de 2014, la FDA de los EE. UU. aprobó la albiglutida con el nombre de Tanzeum.
En agosto de 2017, GSK anunció que tenía la intención de retirar el medicamento del mercado mundial para julio de 2018 por razones económicas.